# Тавильдара
Тавильдара (прежде Товиль-Дора; тадж. Тавилдара) — село в Таджикистане. Расположено в районе Сангвор – районе республиканского подчинения, является административным центром района. Село также является административным центром одноимённой общины (джамоата), общая численность населения, которого составляет 5 950 человек (2015 г.). В состав джамоата входят 20 сёл
Тавильдара — один из самых высокогорных районов центрально-восточного Таджикистана, окруженный Раштской долиной на севере, Дарвазскими горами на юге и высочайшими пиками Памира на востоке. Он лежит на реке Обихингоу (также: Хингоб), одной из самых мощных горных рек страны, левом притоке Вахша. На этой территории также находится множество священных мест, таких как мавзолей Хазрати Бурхи Вали и другие. Тавильдаринская долина, которую также называют долиной Вахиё, простирается на 130 км по реке Обихингоу.
Население села по переписи 2010 года составляло 1200 человек.